# Pallene (måne)
Pallene er en af planeten Saturns måner, og kendes også under betegnelsen Saturn XXXIII (XXXIII er romertallet for 33). Selv om månens eksistens og dens omløbsbane først blev endeligt fastslået i 2004, blev den første gang observeret den 23. august 1981: Den er med på et billede som rumsonden Voyager 2 tog den dag, men da man ved den lejlighed kun fik det ene billede af Pallene, havde man ingen muligheder for at regne sig frem til dens omløbsbane.
Pallenes omløbsbane ligger ligesom månen Methones bane, mellem omløbsbanerne for Mimas og Enceladus.